# جيجك (صمصاد)
جيجك (بالتركية: Çiçek)‏ هي قرية تتبع إداريّاً لمديرية صمصاد في محافظة أديامان التركية، بلغ عدد سكانها 222 نسمة في عام 2021.